# Letiště Salála
Letiště Salála (arabsky مطار صلالة‎, anglicky Salalah Airport) (IATA: SLL, ICAO: OOSA) je letiště poblíž města Salála v guvernorátu Dhofar, v jižním Ománu. Provoz zahájilo v roce 1977. Od té doby zajišťuje důležitá spojení mezi Dhofarem a zbytkem země, též spojení se sousedními státy a nakonec také i se světem, a to prostřednictvím mezinárodního letiště v Maskatu. Hraje významnou roli v Dhofarské ekonomice, obzvláště v období průběhu slavnosti Charéf, kdy sem cestuje nejvíce návštěvníků a turistů. Skrze různé projekty se letiště snaží o rozvoj a připravuje řadu zcela nových služeb pro cestující. 